# Jörg W. Schirmer
Jörg W. Schirmer (* 12. August 1965 in Frankfurt am Main) ist ein deutscher Bildhauer.

## Leben
Jörg Wilhelm Schirmer wurde 1965 in Frankfurt am Main geboren. Von 1976 bis 1985 besuchte er das Carl-Humann-Gymnasium und machte im Anschluss daran eine Lehre zum Holzbildhauer in Rheda-Wiedenbrück. 1990 eröffnete er sein Bildhaueratelier in Essen. Schirmer studierte 1991 an der Kunstakademie Düsseldorf unter Markus Lüpertz, dessen Meisterschüler er wurde. 1996 eröffnete er das Maleratelier in Essen und ist seither als freischaffender Künstler tätig.

## Schaffen
Jörg W. Schirmer arbeitet mit Galerien zusammen, verzeichnet zahlreiche Einzel- und Gruppenausstellungen im In- und Ausland und ist regelmäßig international auf Kunstmessen vertreten. Er beteiligt sich zudem an der Kunstspur, ein Projekt für offene Atleries in Essen, mit Gastkünstlern aus ganz Deutschland.
Seine Arbeiten in Malerei, Relief und Skulptur sind Figuren mit manieristisch veränderten Proportionen, die die Ameisenperspektive repräsentieren und dadurch immer etwas Monumentales haben. Durch starke Körpersprache werden seine Figuren zu Ausdrucksträgern der Bandbreite menschlicher Emotionen. Schirmer arbeitet mit verschiedenen Materialien wie Holz, Bronze und Multiplex. Seine Skulpturen entstehen durch eine präzise Bearbeitung der Materialien und werden häufig in leuchtenden Neonfarben gefasst, die sich dann beispielsweise mit den metallisch glänzenden Oberflächen der Bronze verbinden.

## Einzelausstellungen (Auswahl)
- 2007: Zukunft braucht Herkunft, Galerie Klose, Essen
- 2007: Kunst am Baum, Berger Anlage Gelsenkirchen und Städtisches Museum GE[3]
- 2010: Summer break, Galerie Diede, Beulich
- 2010: Malerei und Skulptur, Kunstverein Wesseling
- 2011: Himmelsstürmer, Projekt der Rathaus-Galerie, Kaarst & Bürgerhaus Kaarst
- 2011: Machen und Tun 1991–2011, Forum Kunst und Architektur Essen
- 2011: Lösch für Freunde, Kunstsinn’s erste Ausstellung, Hornbach
- 2011: Der Himmelsstürmer, Regionalbahnhof Kaarst-Büttgen
- 2011: Jörg W. Schirmer – Malerei und Skulptur, Galerie Diede, Beulich
- 2012: Ich Komme, Galerie Gegenwart, Karlsruhe
- 2014: Guten Willens, Galerie Klose, Essen
- 2014: org.ie himmlisch, Zeche Unser Fritz, Herne
- 2016: Zu neuen Horizonten, Kulturkirche Ost, Köln
- 2016: Übergrößen, artfein Gallery, Berlin
- 2017: Kapriolen und Eskapaden, Galerie Klose, Essen
- 2018: Perspektive? akrobatisch!, Galerie an der Zitadelle, Jülich[4]
- 2020: Beautyful & Best, Galerie Schortgen, Luxemburg[5]
- 2020: Jörg + Jörg, Galerie Klose, Essen
- 2020: Lehre als Idee, Museum Herzebrock Clarholz[6]
- 2025: Sidekick, Galerie Klose, Essen